# Gołąbki (gromada)
Gołąbki – dawna gromada, czyli najmniejsza jednostka podziału terytorialnego Polskiej Rzeczypospolitej Ludowej w latach 1954–1972.
Gromady, z gromadzkimi radami narodowymi (GRN) jako organami władzy najniższego stopnia na wsi, funkcjonowały od reformy reorganizującej administrację wiejską przeprowadzonej jesienią 1954 do momentu ich zniesienia z dniem 1 stycznia 1973, tym samym wypierając organizację gminną w latach 1954–1972.
Gromadę Gołąbki z siedzibą GRN w Gołąbkach utworzono – jako jedną z 8759 gromad na obszarze Polski – w powiecie łukowskim w woj. lubelskim na mocy uchwały nr 13 WRN w Lublinie z dnia 5 października 1954. W skład jednostki weszły obszary dotychczasowych gromad Gołąbki, Rzymy-Rzymki, Rzymy-Las i Dminin ze zniesionej gminy Gołąbki oraz obszar dotychczasowej gromady Jadwisin ze zniesionej gminy Łuków w tymże powiecie. Dla gromady ustalono 12 członków gromadzkiej rady narodowej.
1 stycznia 1960 gromadę zniesiono, włączając jej obszar do gromad Domaszewnica (wieś Jadwisin),  Ulan (Majorat) (wieś Dminin) i nowo utworzonej Aleksandrów (wsie Gołąbki, Rzymy Las i Rzymy-Rzymki) w tymże powiecie.